# Elbewerft Boizenburg
Die Elbewerft Boizenburg war eine Werft für den Bau von Binnenschiffen und kleinen Seeschiffen in Boizenburg in Mecklenburg-Vorpommern.

## Geschichte

### 1793 bis 1933
Am 1. Mai 1793 gründete der Schiffszimmermeister Franz Jürgen Lemm in Boizenburg einen Bootsbaubetrieb. Zunächst fertigte die Werft, die 14 Schiffbauer beschäftigte, kleine Boote und Elbkähne. 1839 begann die Lemmsche Werft mit dem Bau ihres ersten Raddampfers, der später auf den Namen Alexandrine getauft wurde. Am 1. Oktober 1840 lief der 45 Meter lange und 9,45 Meter breite Raddampfer vom Stapel. Das Schiff fuhr vom 20. Juni 1841 bis 1842 regelmäßig nach Hamburg und zurück.
In den 1880er Jahren verlangten die Binnenschiffer zunehmend nach motorgetriebenen Güterschiffen. Für diese Kundschaft baute die Lemmwerft 1885 das Motorschiff Regina. 1887 folgte die Hera, ein mit einem Klöckner-Deutz Motor (6x130/170) ausgestattetem Schiff. Im Folgejahr entstand auf der Werft zudem ein Zweimastschoner, die Marga, die noch am 7. Juni desselben Jahres vom Stapel lief und später einen Hilfsmotor erhielt.
1889 wurde in Boizenburg das erste deutsche Motorboot mit Petroleummotor (System Capitaine) gebaut. Erfinder Emil Capitaine war erst im Frühjahr des Jahres in die Stadt gekommen, um in der Werft seinen Petroleummotor zu testen. Werftbesitzer Franz Heinrich Martin Lemm entwickelte zudem für das Motorboot eine verstellbare Schiffsschraube. So konnte das Motorboot, das bereits am 30. Mai seine erste Probefahrt im Hafen absolvierte, eine höhere Manövrierfähigkeit erreichen. In den darauffolgenden Jahren wurden über 30 Boote mit Capitaine-Antrieb gebaut. Sie wurden zumeist von privaten Eignern erworben und kamen hauptsächlich im Hamburger Hafen zum Einsatz.
1895 begann die Lemmsche Werft mit dem Bau des ersten Stahlschiffes.
1904 kehrte der Konstrukteur und Erfinder Emil Capitaine nach Boizenburg zurück. Hier entwickelte er im Auftrag der Lemmschen Werft einen mit Anthrazitgas angetriebenen Sauggasmotor. Der neu entwickelte Antrieb war gedacht für einen Hafenschlepper, der noch im selben Jahr vom Stapel lief und auf den Namen Gasschlepper I. getauft wurde. Nachdem kaiserliche Marinesachverständige von dem neuartigen Antrieb erfahren hatten, ließen sie den Gasschlepper auf Befehl von Kaiser Wilhelm II. zu einer Probefahrt nach Kiel kommen. Die Probefahrt am 21. November 1904 verlief überaus erfolgreich. Im darauffolgenden Jahr wurden die ersten Hafenschlepper, die 9,50 Meter lang waren und eine Verdrängung von 6,8 Tonnen hatten, in Kiel und Hamburg in Dienst gestellt.
Die Werft blieb bis 1917 in Familienbesitz und wurde dann an das Bankhaus Carlo Thomsen verkauft. Nach dem Verkauf wurde das Unternehmen in die Norderwerft AG eingebracht.
1921 wurde die Elbewerft mit der Norddeutsche Union-Werke (Tönning) verschmolzen, die 1925 in Konkurs gingen und in die Auffanggesellschaft Boizenburger Werft GmbH kam.

### 1933 bis 1945
Ab 1933 erhielt die Werft zahlreiche Rüstungsaufträge. Es kam zeitweise zu Konflikten zwischen NSDAP und dem Hauptgesellschafter Siegfried Mahr, der an der Beschäftigung zweier jüdischer Angestellter festhielt. Er wurde 1938 wegen angeblicher Steuerhinterziehung am Bahnhof Hagenow-Land von der Gestapo festgenommen und für drei Monate inhaftiert. Mahr nahm sich am 12. September 1938 das Leben. Daraufhin übernahm das Bankhaus Carlo Z. Thomsen die Führung des Unternehmens, das von nun an die Bezeichnung Thomsen & Co, Werft, Fahrzeug- und Maschinenfabrik GmbH erhielt. Unter der Leitung von Oswald Thomsen und seinem Betriebsleiter Heinrich Vaessen wurde die Werft zum reinen Rüstungsbetrieb, der unter anderem Rumpfsegmente des U-Boot Typs VII C, Tragflächen für Focke-Wulf-Jagdflugzeuge und zum Ende des Krieges auch bemannte Torpedos fertigte. Zudem lieferte der Rüstungsbetrieb 300 Sturmboote, 600 M-Boote, 1000 Pontons und 20 größere Landungsboote. Am 29. April 1944 erhielt der Rüstungsbetrieb auf der jährlichen Tagung der Reichsarbeitskammer in Berlin die Auszeichnung als Kriegsmusterbetrieb.
Im Verlauf des Zweiten Weltkrieges wurden in der Werft mehrere hundert sowjetische, polnische, französische, niederländische und belgische Zwangsarbeiter eingesetzt. Sie lebten im firmeneigenen Ausländer- und Fremdarbeiterlager auf dem Elbberg. Die Belegschaft der Werft wuchs bis Kriegsende auf 1800 Beschäftigte an, von denen ein Großteil Zwangsarbeiter waren. Im August 1944 wurde das Fremdarbeiterlager zum KZ-Außenlager ausgebaut. Die dort inhaftierten jüdischen Frauen und Mädchen mussten bis März 1945 unter unmenschlichen Arbeitsbedingungen in der Werft Zwangsarbeit verrichten.

### 1945 bis 1990

#### Enteignung und Neubeginn
Am 1. Juli 1945 übernahm die Sowjetische Militäradministration in Deutschland die Kontrolle über das Gebiet des Kreises Hagenow. Sie beschlagnahmte die im Kreis ansässigen Betriebe, darunter auch die Werft, und setzte Sequester ein. Im darauffolgenden Oktober wurde die Werft unter treuhänderische Verwaltung des Kreises Hagenow gestellt. Nachdem die im August 1946 beschlossene Enteignung des bisherigen Werftbesitzers vollzogen worden war, übernahm das Land Mecklenburg im Januar 1947 die Boizenburger Werft. Wenige Monate später, am 17. April 1948, wurde das traditionsreiche Schiffbauunternehmen in einen Volkseigenen Betrieb umgewandelt und infolgedessen in die Vereinigung Volkseigener Werften eingegliedert. Von da an führte die Werft die Bezeichnung VEB Elbe-Werft Boizenburg.

#### Fertigung
| Stückzahl | Schiffstyp                                        |
| --------- | ------------------------------------------------- |
| 049       | Fischkutter (siehe 17-m-Kutter und 26,5-m-Kutter) |
| 051       | Logger                                            |
| 0111      | Kühllogger                                        |
| 046       | Gefrierschiffe                                    |
| 027       | Kühlmotorschiffe                                  |
| 017       | Klappschuten                                      |
| 015       | Seetanker                                         |
| 051       | Werkstattschiffe                                  |
| 015       | Seetanker                                         |
| 085       | Motorgüterschiffe                                 |
| 016       | Frosttrawler                                      |
| 05        | Faröerkutter                                      |
| 015       | Seetanker                                         |
| 018       | Islandkutter                                      |
| 02        | Binnentanker                                      |
| 013       | Containerkümos                                    |
| 049       | Binnenfahrgastschiffe                             |
| 08        | Sonderaufträge                                    |
| ges. 567  |                                                   |

Der Krieg hatte keine nennenswerten Schäden hinterlassen und von einer Demontage wurde abgesehen. In der ersten Nachkriegszeit produzierte die Werft Güter für den täglichen Bedarf, wie Herde und Wagenräder. Noch 1945 wurde im Rahmen von Reparationsleistungen mit der Fertigung von zwölf 17-m-Kuttern begonnen. Am 16. März 1946 fand der erste Stapellauf nach dem Krieg statt und am 30. März wurden die Fischkutter an die SMAD übergeben. Ab Ende März 1946 wurden auf Anweisung der SMAD alle schiffbaufremden Tätigkeiten aufgegeben. Nach weiteren Reparationsaufträgen, die die Fertigung von Heringsloggern und Gefrierschiffen im Wert von rund 200 Mio. DM umfassten, wurden Küstenmotorschiffe gebaut. Es folgten Motorgüterschiffe für die Binnenschifffahrt, Fischkutter und Hecktrawler, die für den Export und für das VEB Fischkombinat Saßnitz bestimmt waren. 1957 exportierte die Werft Küstenmotorschiffe nach Albanien und Fischkutter nach Island und Kuba.
1970 wurde die Boizenburger Werft mit der Roßlauer Schiffswerft vereinigt, woraus der VEB Elbewerften Boizenburg/Roßlau entstand. Im Anschluss wurde eine Serie von 24 kleinen Containerschiffen der Serie Boltenhagen gebaut, die im Zubringerdienst und Küstenverkehr eingesetzt wurden. Es folgten sehr arbeitsaufwendige Kabinenfahrgastschiffe, vorwiegend der Dmitriy-Furmanov-Klasse, die auf den Binnenwasserstraßen der UdSSR verkehren sollten. Nach ihrer Fertigstellung wurden die  Kabinenfahrgastschiffe nach Hamburg verbracht. Wegen der geringen Durchfahrtshöhe der Elbbrücken musste jedoch vor dem Transport das oberste Deck demontiert werden. Nach dem anschließenden erneuten Zusammenbau in Hamburg, wurden die Kabinenfahrgastschiffe im Schwimmdock oder mit Schwerlastschiffen zu ihren Einsatzorten nach Fernost in die UdSSR verbracht. Ebenfalls für die UdSSR entstand eine große Anzahl von Container-Binnen-Küstenmotorschiffen des Typs CBK. Die neue rationalisierte Serienfertigung führte auch zu innerbetrieblichen Maßnahmen, wie intensiver Mitarbeiterschulung, Neubau einer Schiffbauhalle zur Sektionsbauweise und dem Bau einer Helling für Schiffsgewichte bis zu 2.000 t.
1979 erfolgte die Eingliederung in das Kombinat Schiffbau.

### 1990 bis 1997
Nach der Wiedervereinigung wurden die Werften getrennt und die Elbewerft Boizenburg GmbH wurde eine Tochter der Deutschen Maschinen- und Schiffbau AG (DMS AG).
Die DMS AG war die Nachfolgeeinrichtung des Kombinats Schiffbau, das bis 1990 die Aufträge aller Werften im Osten Deutschlands koordinierte. Nach der anschließenden Privatisierung der Betriebe der DMS AG durch die Treuhandanstalt übernahm die Unternehmensgruppe Petram und Brand die Elbewerft Boizenburg. Wegen der Zahlungsunfähigkeit des Hauptauftraggebers wurde 1997 Insolvenz beantragt. Am 19. Dezember 1997 lief mit der Baunummer 234 der letzte Rohbau vom Stapel. Das Containerschiff des Typs EWB 500 wurde auf der Sietas-Werft in Hamburg fertiggestellt und am 18. April 1998 mit dem Namen Gerd Sibum abgeliefert.
In der Elbewerft Boizenburg wurden fast 500.000 BRT/BRZ an Schiffsraum gebaut. Mit der Insolvenz der Elbewerft im Jahr 1997 und der endgültigen Schließung im Dezember 1998 endete auch der traditionelle Schiffbau in Boizenburg.

## Galerie

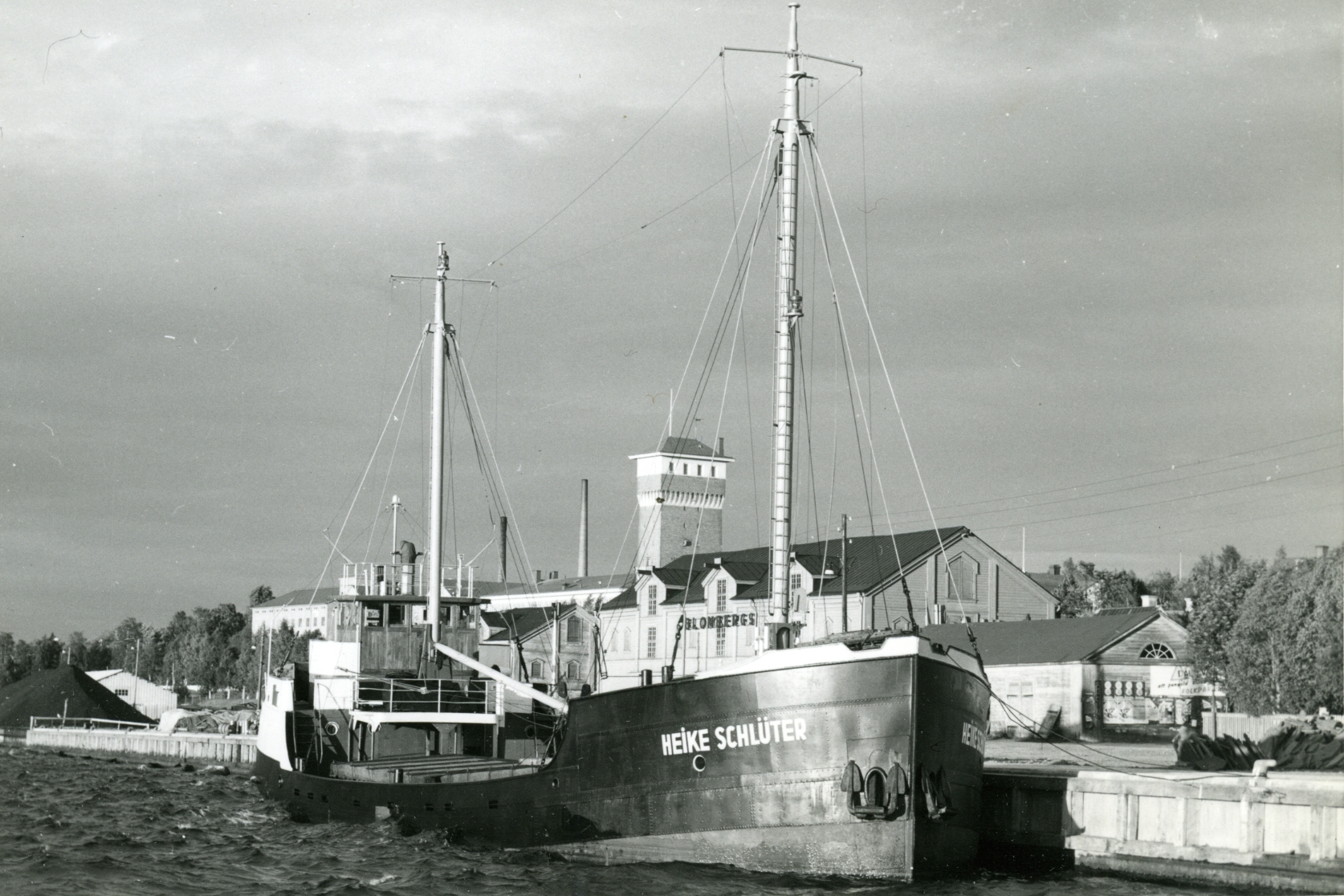
Heike Schlüter, 1912 als Leichter Frieda entstanden
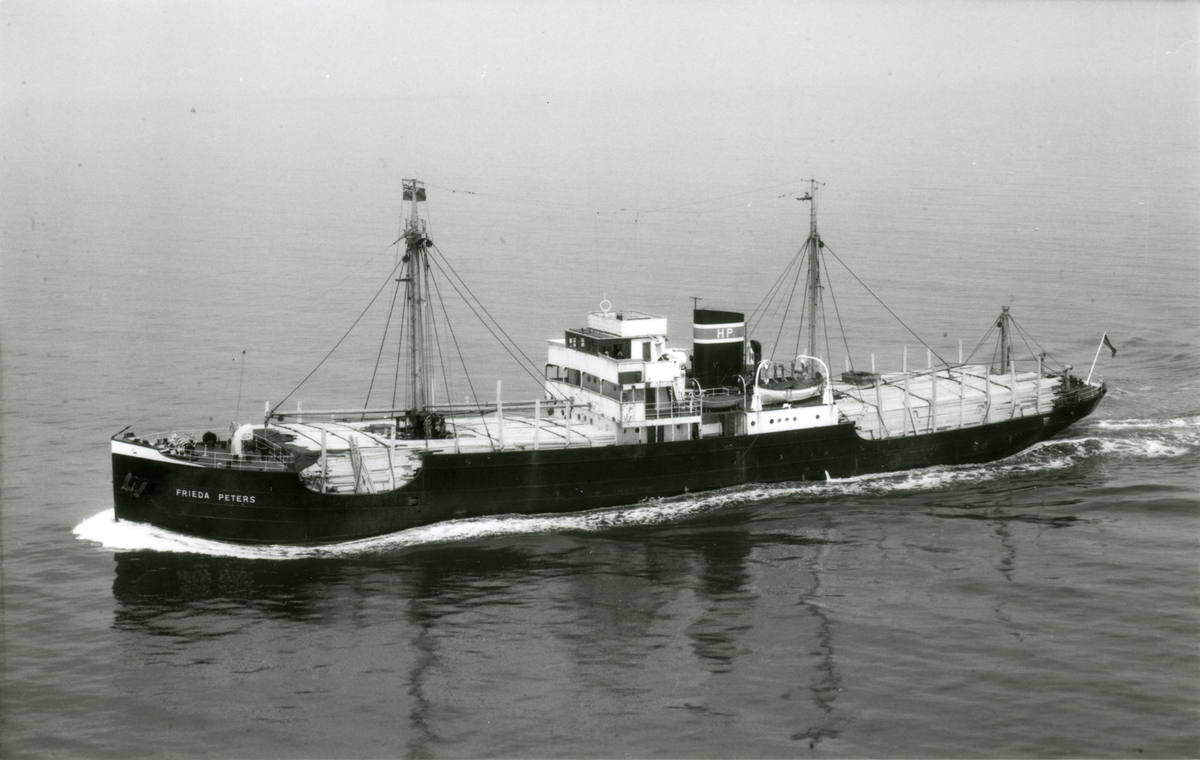
Frieda Peters, 1923 als Sebenico gebaut
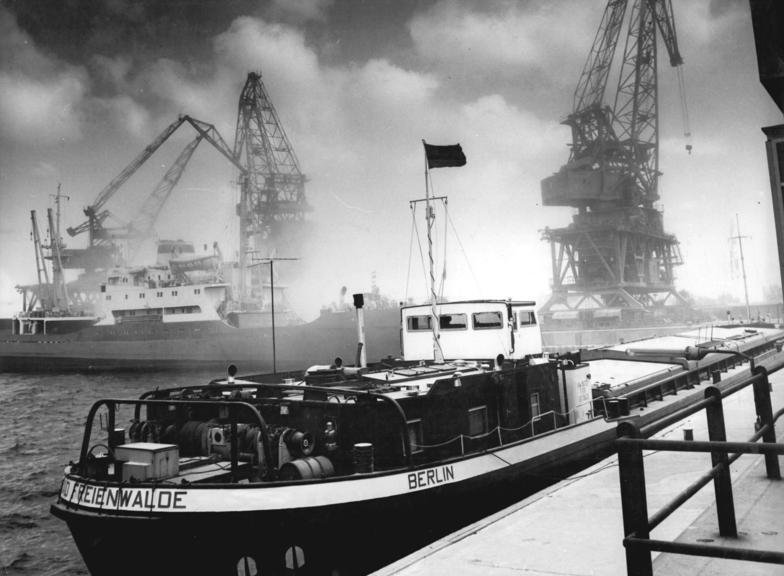
Bad Freienwalde, gebaut 1961
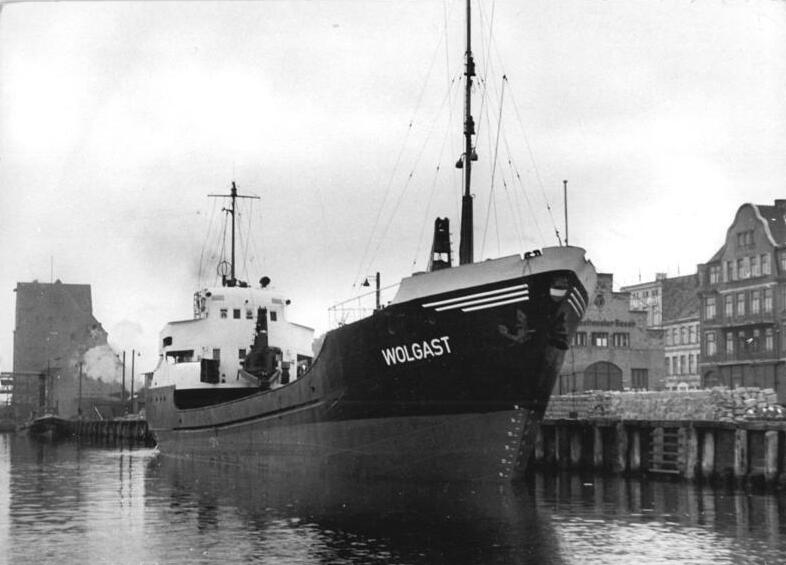
Kümo 500
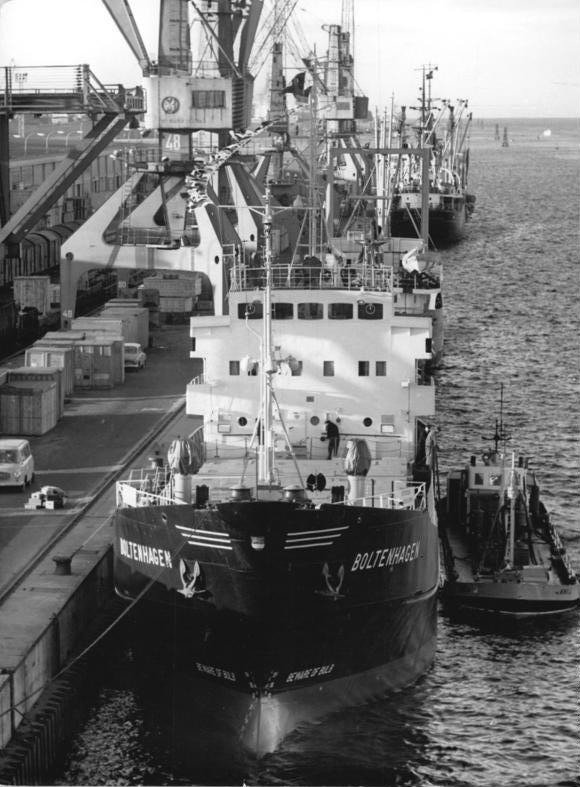
Containerschiff Boltenhagen
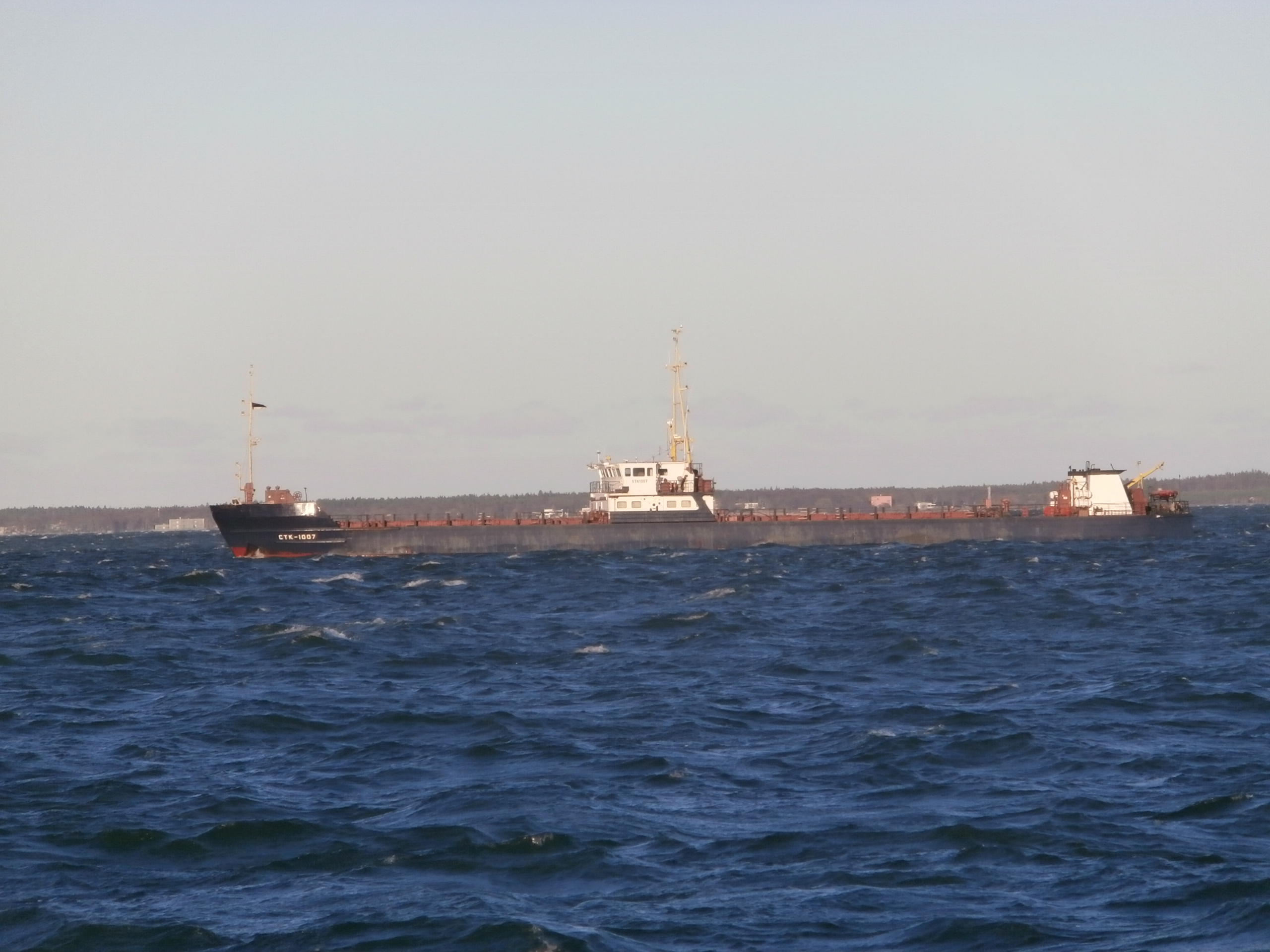
STK-1007, gebaut 1984
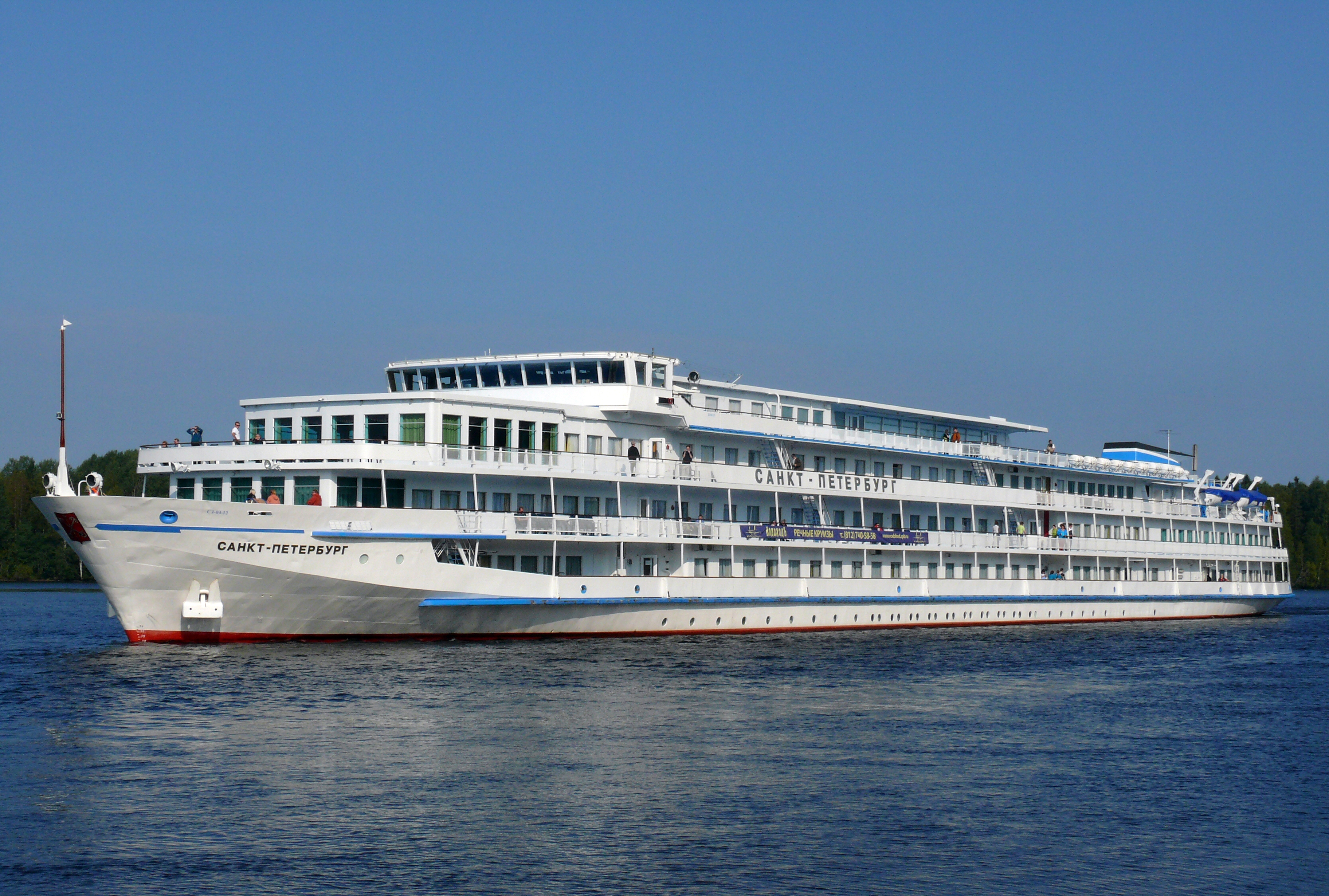
Projekt 301 Vladimir Ilyich, gebaut 1975
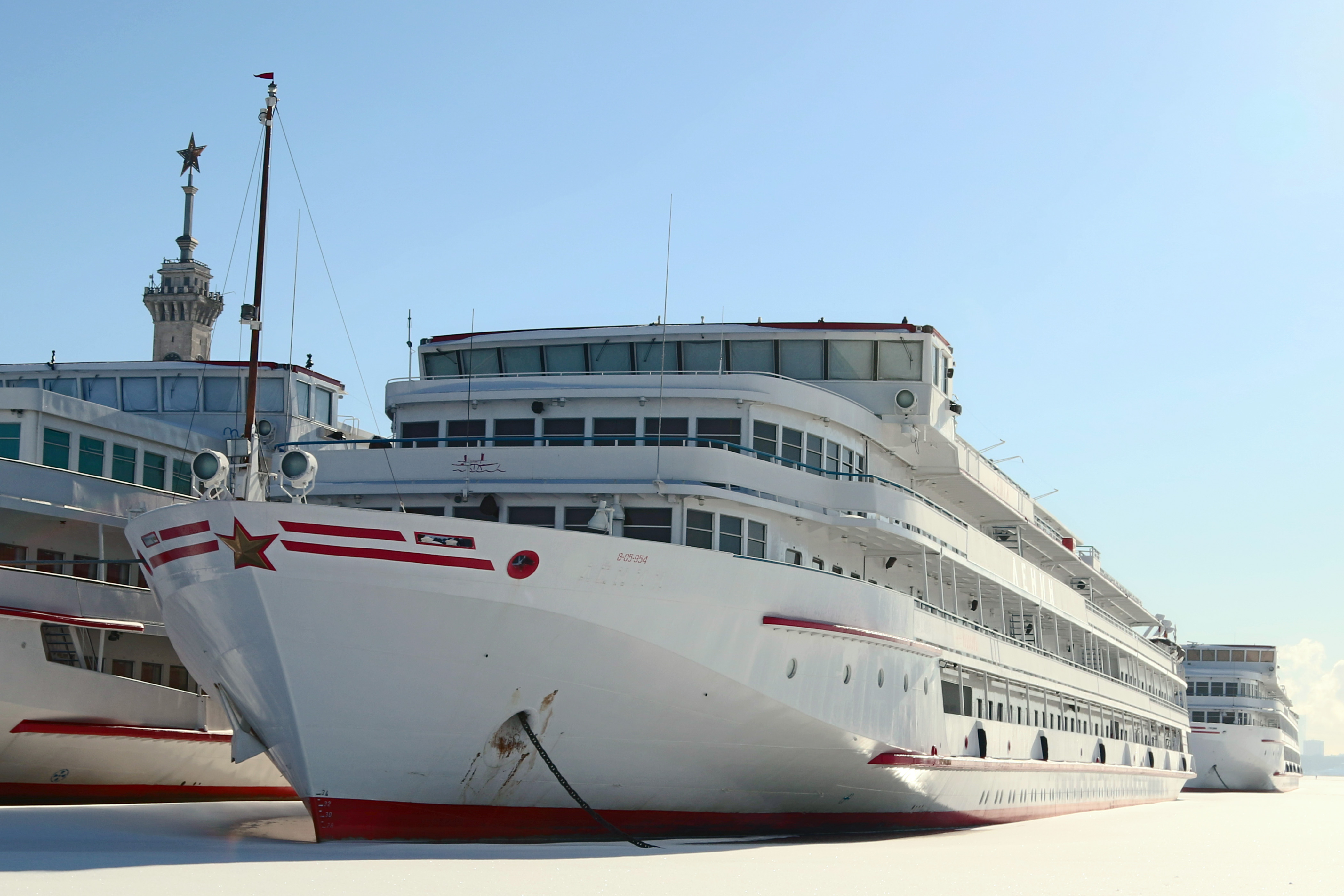
Die Lenin, gebaut 1987
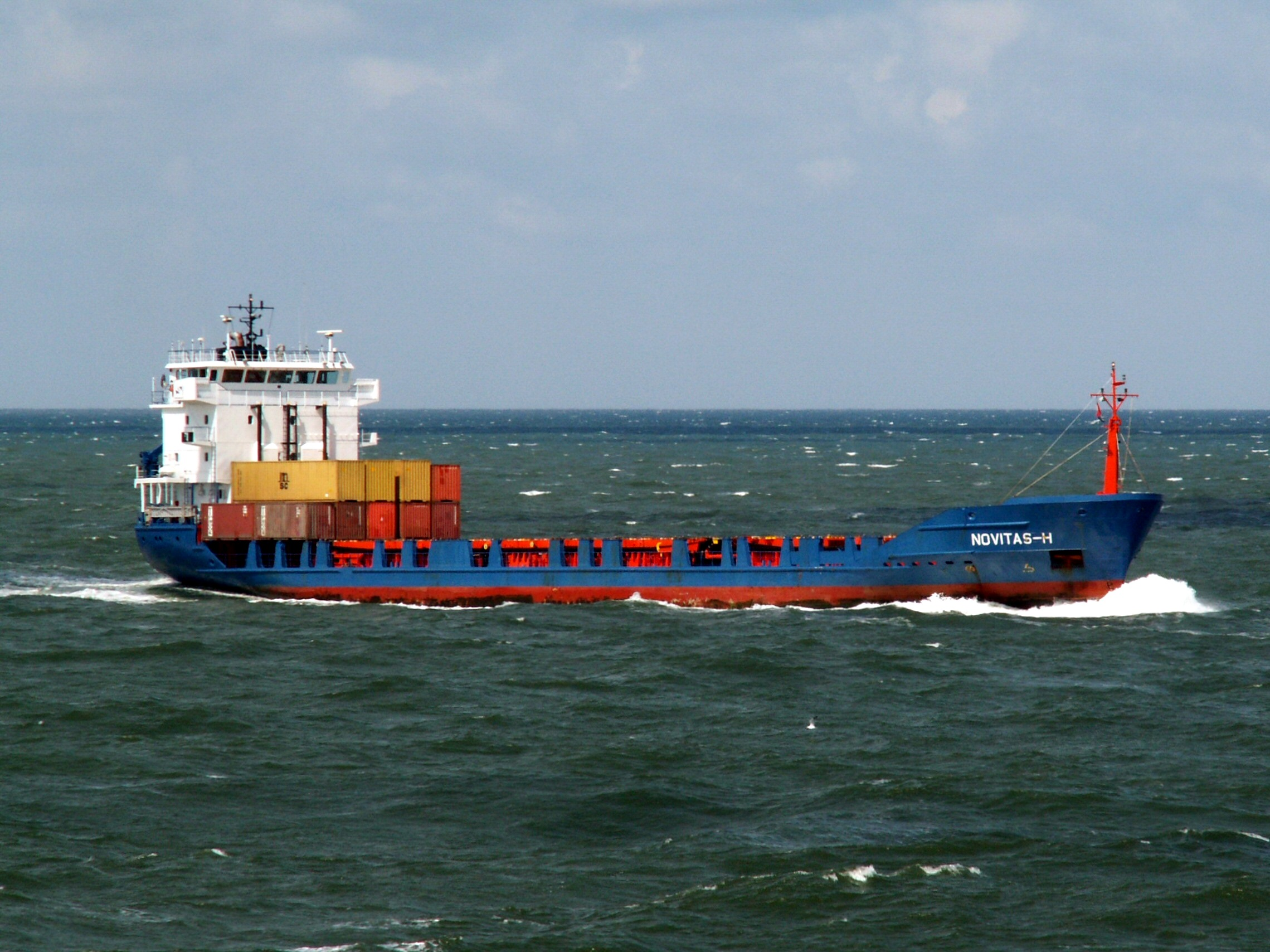
Novitas-H (Typ EWB 340), gebaut 1995